# William Smith (Movimiento de los santos de los últimos días)
William Smith (conocido también como William B. Smith) (13 de marzo de 1811 - 13 de noviembre de 1893) fue un líder en el Movimiento de los Santos de los Últimos Días y uno de los miembros originales del Quórum de los Doce Apóstoles. Smith fue el octavo hijo de Joseph Smith, Sr. y Lucy Mack Smith y fue el más joven de los hermanos de Joseph Smith, Jr., el fundador del movimiento Santos de los Últimos Días.

## Vida temprana
Nacido en Royalton, Vermont, Smith y su familia sufrieron considerables problemas financieros y se trasladaron varias veces por el área de Nueva Inglaterra. Él estaba viviendo en el hogar de sus padres, cerca de Manchester, New York, cuando su hermano, Joseph, anunció que había traído al hogar las láminas doradas desde la colina Cumorah. Joseph le dijo a William que no podía ver las láminas doradas, pero se le dejó palpar y sentir lo que Joseph dijo eran las láminas. William fue bautizado en la Iglesia de Cristo, fundada por su hermano, el 9 de junio de 1830 por David Whitmer, uno de los Tres Testigos de la láminas doradas.

## Liderazgo en la Iglesia
El 14 de febrero de 1835, los Tres Testigos originalmente designaron a Phineas Young, hermano de Brigham, como uno de los miembros originales del Quórum de los Doce. Aun así, Joseph Smith insistió en que su propio hermano, el más joven, William, debía ser seleccionado en su lugar. Oliver Cowdery y David Whitmer más tarde informaron que la selección de William era "contraria a nuestros sentimientos y juicio, y para nuestra profunda decepción lo ha sido desde entonces." William Smith fue ordenado apóstol el 15 de febrero.
El 4 de mayo de 1839, Smith y Orson Hyde fueron suspendidos del Quórum de los Doce por un voto de la iglesia; aun así, Smith fue readmitido al Quórum el 25 de mayo. De abril a diciembre de 1842, Smith fue el editor de The Wasp, un diario secular pero pro-Mormon en Nauvoo, Illinois. Smith era feroz en su crítica al editorial del diario antimormón Warsaw Signal y su editor Thomas C. Sharp, al que Smith se refirió en The Wasp como "Thom-ASNO C. Sharp". Smith dimitió como editor de The Wasp después de ser elegido a la Asamblea General de Illinois, y fue reemplazado por John Taylor, compañero de apostolado, que editó The Wasp por otros cinco meses antes de reemplazarlo por el Nauvoo Neighbor.
El 24 de mayo de 1845, Smith reemplazo a su hermano Hyrum Smith como el Patriarca Presidente de la iglesia. Poco después de su ordenación a esta posición, Brigham Young imprimió una aclaración en un diario de iglesia que declaraba que Smith no había sido ordenado como patriarca de la iglesia, sino sólo patriarca en la iglesia; Smith consideró esta aclaración como un insulto, y eso exacerbó la creciente tensión entre Smith y Young. Smith fue el patriarca de la iglesia hasta que el 6 de octubre de 1845, cuándo su nombre y posición fueron traídos a la conferencia general, pero el apóstol Parley P. Pratt expresó objeciones debido a su carácter y prácticas viles. La conferencia asistente votó unánimemente en contra de Smith, al que se le retuvo tanto su llamado como apóstol como el de patriarca, perdiendo ambos oficios y siendo desafiliado de la iglesia. Smith respondió entregando al Warsaw Signal de Sharp una larga declaración  en la que comparaba a Young con Poncio Pilato y Nerón, y acusó a Young y otros miembros de los Doce de mantener en secreto múltiples "esposas espirituales", lo que era cierto. A raíz de la declaración de Smith, este fue excomulgado de la iglesia por Young y el Quórum de los Doce Apóstoles por apostasía el 19 de octubre de 1845.

## Relación con Joseph Smith
La relación entre William y su hermano mayor Joseph fue, por un tiempo, bastante complicada. Se ha creído que William tuvo enfrentamientos físicos o, al menos, intentó en más de una ocasión luchar con Joseph. En octubre de 1835, una lucha a puñetazos entre los dos se evitó por poco. Semanas más tarde, en diciembre, hubo un altercado entre ambos en un debate fijado en la casa de su padre, y se ha dicho que para el tiempo de la muerte de Joseph todavía padecía los efectos físicos de los golpes que recibió.

## Posterior participación con grupos Santos de los Últimos Días
A raíz de la excomunión de Smith, él no siguió a Young y a la mayoría de Santos de los Últimos Días que se asentaron en el Territorio de Utah y establecieron la Iglesia de Jesucristo de los Santos de los Últimos Días (Iglesia SUD). Más tarde, Smith siguió el liderazgo de James J. Strang y estuvo implicado con la Iglesia de Jesucristo de los Santos de los Últimos Días (Strangita).
En 1847, Smith anunció que él era el nuevo presidente de la Iglesia de los Santos de los Últimos Días y que tenía derecho al liderazgo debido a la doctrina de sucesión lineal. Excomulgó a Young y al liderazgo de la Iglesia SUD y anunció que los Santos de los Últimos Días que no estuvieran en apostasía por seguir a Young tendrían que reunirse en el Condado de Lee, Illinois. En 1849, Smith obtuvo el apoyo de Lyman Wight, quién dirigió un pequeño grupo de Santos de los Últimos Días a Texas. Aun así, la iglesia de Smith no duró; y en unos cuantos años se disolvió.
La relación de Smith con Young siguió siendo tensa hasta la muerte de Young en 1877. Smith creía que Young había dispuesto el envenenamiento del hermano mayor de William, Samuel, en 1844 para impedir su ascensión a la presidencia de la iglesia. Aun así, en 1860, Smith escribió una carta a Young declarando que deseaba unirse a los Santos de los Últimos Días en el Valle del Lago Salado. Sin embargo, poco después Smith se vio implicado como soldado en la Guerra Civil americana, y después de la guerra no muestra ningún interés en trasladarse a Territorio de Utah.
En 1878, Smith llegó a ser un miembro de la Iglesia Reorganizada de Jesucristo de los Santos de los Últimos Días (RLDS Iglesia), la cual fue organizada en 1860, con el sobrino de Smith, Joseph Smith III, como su dirigente. La mayoría de los seguidores de William Smith también llegaron a ser miembros de la Iglesia RLDS. Mientras que Smith creía que tenía el derecho de ser el patriarca presidente o un miembro del Consejo de Doce Apóstoles de la Iglesia RLDS, su sobrino no estuvo de acuerdo y William Smith quedó como un sumo sacerdote en la Iglesia RLDS por el resto de su vida. Aun así, la Comunidad de Cristo a veces se refiere a Smith como "Peticionario para el patriarcado RLDS" desde el 6 de abril de 1872 hasta su muerte.

## Políticas
Smith sirvió un periodo en la Asamblea General de Illinoisly en 1842 y en 1843, siendo elegido a la Cámara de Representantes de Illinois, como un representante del condado de Hancock. Smith participó en la elección como un Demócrata. Su oponente fue Thomas C. Sharp, un candidato anti-Mormon Liberal. Smith ganó la elección fácilmente como resultado del apabullante apoyo mormón en Nauvoo.

## Muerte
Cuando Smith murió en Osterdock, Clayton County, Iowa, era el último de los hermanos de Joseph Smith, Jr. que seguía con vida. Había sobrevivido a sus hermanas Sophronia y Catherine.

## Publicaciones
- William Smith (1842-1842, newspaper). The Wasp (Nauvoo, Illinois: LDS Church)
- William Smith (Spring 1844). To the Public. Slander Refuted! An Extract from Church Proceedings; and Expulsion of Mormon Apostates, from the Church! (Philadelphia: Self-Published)
- William Smith (Spring 1844). Defense of Elder Wm. Smith, Against the Slanders of Abraham Burtis and others (Philadelphia: Self-Published)
- William Smith (Late 1844). The Elders' Pocket Companion (Location unknown: Self-Published)
- William Smith (June 1845). A Proclamation, and Faithful Warning to all the Saints scattered around... (Galena, Illinois: Self-Published)
- William Smith (October 1845). Faithful Warning to the Latter Day Saints [shorter version of A Proclamation.] (St. Louis, Missouri: Self-Published)
- William Smith, Arthur Millikin, and Lucy Millikin (April 1846). To the Public (Nauvoo, Illinois: Self-Published)
- William Smith (September 1847). William Smith, Patriarch & Prophet of the Most High God – Latter Day Saints, Beware of Imposition! (Ottawa, Illinois: Free Press)
- William Smith (November 1848). A Revelation Given to William Smith, in 1847, on the Apostacy of the Church.... (Philadelphia: Self-Published)
- William Smith and Isaac Sheen (1849–1850, newspaper). Melchisedek & Aaronic Herald (Covington, Kentucky: Isaac Sheen)
- William Smith et al. (1850) Remonstrance of William Smith et al., of Covington, Kentucky. Against the Admission of Deseret into the Union. (Washington D.C.: US Government)
- William Smith (1883). William Smith on Mormonism: A True Account of the Origin of the Book of Mormon (Lamoni, Iowa: RLDS Church)